# Franco & Ciccio
Franco Franchi (eigentlich Francesco Benenato, auch als Franco Ferraù; * 28. September 1928 in Palermo; † 9. Dezember 1992 in Rom) und Ciccio Ingrassia (eigentlich Francesco Ingrassia; * 5. Oktober 1922 in Palermo; † 28. April 2003 in Rom) waren ein italienisches Komikerduo.

## Franco Franchi
Franchi wurde im populären Viertel Vucciria von Palermo als achtes von 14 Geschwistern geboren. Seine Mutter arbeitete in der Tabakmanufaktur, sein Vater hatte einen kleinen Betrieb für Stoffe, aber die Familie war alles andere als wohlhabend.
Bereits mit vier Jahren soll Franchi das gesamte Wohnviertel mit Späßen unterhalten haben; er war in der Gegend von Sant’Onofrio dafür bekannt. Nach dem dritten Schuljahr nahmen ihn die Eltern von der Schule, da er die Familie mitversorgen musste. Nach Ende des Zweiten Weltkrieges schloss er sich der Improvisationstruppe von Salvatore Polara an.
Im Jahre 1953 heiratete der quirlige, kleine Schauspieler und traf schließlich ein Jahr später seinen langjährigen Komikpartner Ciccio Ingrassia, mit dem er erstmals im Teatro Costa di Castelvetrano (Trapani) in einer Parodie des Stückes Cuore ’ngrato spielte.

## Ciccio Ingrassia
Bis zu seinem Zusammentreffen mit Franchi ist über Ingrassias Vergangenheit wenig bekannt. Während des Zweiten Weltkrieges begann der großgewachsene, schlaksige und drahtige Darsteller mit der Schauspielerei und spielte in den Ensembles von Vico De Roll und Cecé Doria, vor allem in Sizilien.

## Franco & Ciccio
Beide Schauspieler bildeten ab 1954 ein Duo, in dem Franchi der Part des ungebildeten, zotigen Mannes aus dem Volk vorbehalten blieb, während Ingrassia der mehr aristokratische, wohlerzogene Bürger war, der die durch Franchi ausgelösten Missgeschicke meist stoisch ertrug. In der Tradition der italienischen Burlesk-Komiker stehend, waren ihre Auftritte auch musikalischer und akrobatischer Natur.
Ihre erste Filmrolle erhielten Franchi und Ingrassia durch die Hilfe von Domenico Modugno, der sie als Sidekicks in seinem Film Appuntamento ad Ischia (1960) einsetzte. Von da an war der Siegeszug über italienische Leinwände nicht mehr aufzuhalten. Anfangs noch in Gastauftritten, drehten die beiden Komiker insgesamt etwa 120 Filme (allein 42 in den Jahren 1964–1966) zusammen. Diese Filme waren für damalige Verhältnisse meist gut ausgestattet und ein Riesenerfolg beim Publikum, so wie die Kritiker sie regelmäßig verrissen. In den 10 Jahren von 1962 bis 1972 spielten ihre Filme durchschnittlich 600 Millionen Lire ein (bei Produktionskosten von etwas über 100 Millionen). Nur ein Bruchteil ihrer Filme lief (in meist gekürzten Fassungen und schlechten Synchronisationen) im deutschen Sprachraum.
In ihren Filmen parodierten sie jedwedes Genre (ganz in der Nachfolge eines Totò) und trafen von Maciste über den Piraten Barbanera auf Horror- und Westernhelden, teilweise auch einzelne Filme (z. B. I due gattoni a nove code… e mezza ad Amsterdam). Der Humor der beiden Schauspieler ist oftmals sehr gewalttätig, überzogen und graphisch und wird als „Groteskkomödie“ bezeichnet. Oftmals arbeiteten sie mit Regisseuren wie Lucio Fulci, Gianni Grimaldi oder Giorgio Simonelli zusammen.
Gelegentlich wurden sie auch von Regisseuren mit Reputation in „ernsthaften“ Filmen eingesetzt (Federico Fellini, Elio Petri, Florestano Vancini).

## Nach der Trennung
Auch nach ihrer Trennung 1973, nach der Franchi noch einige Filme alleine drehte, traten sie gelegentlich gemeinsam in Filmen auf. Ingrassia etablierte sich als gereifter, ernsthafter Schauspieler, der auch viel fürs Fernsehen arbeitete; gegen Ende der 1970er Jahre konzentrierte sich Franchi mehr auf seine Lieder und schrieb wieder Sketche – auch Verbindungen zur sizilianischen Mafia wurden ihm nachgesagt.
Am 9. Dezember 1992 starb Franchi in Rom. Ingrassia erlitt zehneinhalb Jahre später einen tödlichen Herzanfall.

## Filme als Duo
- 1960: Aufstand der Legionen (Salambo)
- 1960: Rendezvous in Ischia (Appuntamento a Ischia)
- 1961: Gerarchi si muore
- 1961: Das Jüngste Gericht findet nicht statt (Il giudizio universale)
- 1961: Maciste contro Ercole nella valle dei guai
- 1961: L'onorato società
- 1961: Pugni, pupe e marinai
- 1962: I due della legione
- 1962: 2 samurai per 100 geishe
- 1962: Mein Freund Benito (Il mio amico Benito)
- 1962: Mit Damenbedienung (Le massaggiatrici)
- 1962: I tre nemici
- 1962: Vino, whisky e acqua salata
- 1963: Avventura al motel
- 1963: La donna degli altri è sempre più bella
- 1963: I due mafiosi
- 1963: Gli imbroglioni
- 1963: Obiettivo ragazze
- 1963: Tutto è musica
- 1964: Amore facile
- 1964: Canzoni, bulli e pupe
- 1964: Due mafiosi nel Far West
- 1964: Due mattacchioni al Moulin Rouge
- 1964: I due pericoli pubblici
- 1964: I due toreri
- 1964: Das Großmaul (I 2 evasi di Sing Sing)
- 1964: Eine Leiche für die Dame (Cadavere per signora)
- 1964: I maniaci
- 1964: I marziani hanno 12 mani
- 1964: Un mostro … e mezzo
- 1964: Primitive Liebe (L'amore primitivo)
- 1964: Queste pazze, pazze donne
- 1964: Scandali nudi
- 1964: Sedotti e bidonati
- 1964: I sette vipere
- 1964: Soldati e caporali
- 1964: Le tardone
- 1964: Wir, die Trottel vom Geheimdienst (002 agenti segretissimi)
- 1965: Gli amanti latini
- 1965: Come inguaiammo l'esercito
- 1965: I due parà
- 1965: I due sanculotti
- 1965: I figli del leopardo
- 1965: Herr Major, zwei Flaschen melden sich zur Stelle (I due sergenti del generale Custer)
- 1965: Io uccido, tu uccidi
- 1965: Per un pugno nell’occhio
- 1965: Die richtige Frau im falschen Bett (Letti sbagliati)
- 1965: Veneri al sole
- 1965: Veneri in collegio
- 1965: 002 operazione luna
- 1965: 2 Trottel gegen Goldfinger (2 mafiosi contro Goldginger)
- 1966: Gli altri, gli altri … e noi
- 1966: Come svaligiammo la Banca d'Italia
- 1966: I due figli di Ringo
- 1966: Ein General und noch zwei Trottel (2 marines e un generale)
- 1966: Der Spion, der aus dem Speiseeis kam (Le spie vengono dal semifreddo)
- 1966: Wir, die Trottel vom 12. Revier (2 mafiosi contro Al Capone)
- 1967: I barbieri di Sicilia
- 1967: Il bello, il brutto, il cretino
- 1967: Come rubammo la bomba atomica
- 1967: I due vigili
- 1967: Il lungo, il corto, il gatto
- 1967: Nel sole
- 1967: Stasera mi butto
- 1967: I zanzaroni
- 1967: Zwei Trottel gegen Django (2 Rrringos nel Texas)
- 1968: American Secret Service
- 1968: Brutti di notte
- 1968: Capriccio all'italiana
- 1968: Ciccio perdona… io no!
- 1968: Don Chisciotte e Sancio Panza
- 1968: I due crociati
- 1968: I 2 deputati
- 1968: Franco, Ciccio e le vedove allegre
- 1968: Indovina chi viene a merenda?
- 1968: I nipoti di Zorro
- 1968: L'oro del mondo
- 1968: Die tolldreisten Kerle vom Löschzug 34 (I 2 pompieri)
- 1969: I 2 magnifici fresconi
- 1969: Franco, Ciccio e il pirata Barbanera
- 1969: Franco e Ciccio … ladro e guardia
- 1969: Zwei Trottel als Revolverhelden (Franco e Ciccio sul sentiero di guerra)
- 1970: Don Franco e Don Ciccio nell'anno della contestazione
- 1970: I due maggiolini più matti del mondo
- 1970: Nel giorno del signore
- 1970: Principe coronato cercasi per ricca ereditiera
- 1970: Satiricosissimo
- 1970: … Scusi, ma lei le paga le tasse?
- 1970: Wer hat euch bloß den Führerschein gegeben? (Ma chi t'ha dato la patente?)
- 1970: W le donne
- 1970: Zwei Trottel in Afrika (2 bianchi nell'Africa nera)
- 1971: Il clan dei due Borsalini
- 1971: I due assi del guantone
- 1971: I due pezzi da 90
- 1971: Formel I und zwei Halunken (I 2 della formula uno alla corsa più pazza pazza del mondo)
- 1971: Ma che musica maestro
- 1971: Mazzabubù … quante corna stanno quaggiù?
- 1971: Riuscirà l'avvocato Franco Benenato a sconfiggere il suo acerrimo nemico il pretore Ciccio De Ingras?
- 1971: Zwei irre Typen außer Rand und Band (Venga a fare il soldato da noi)
- 1971: Zwei Trottel an der Front (Armiamoci e partite)
- 1971: 2 Trottel in der Fußball-Liga (I 2 maghi del pallone)
- 1972: Continuavano a chiamarli … Er Più, Er Meno
- 1972: I due gattoni a nove code … e mezza ad Amsterdam
- 1972: Pinocchio (Le avventure di Pinocchio) (Fernseh-Miniserie)
- 1972: Die Söhne der Dreieinigkeit (I 2 figli dei Trinità)
- 1972: Storia di fifa e di coltello – er seguito der Più
- 1972: Zwei Trottel als Bruchpiloten (Continuavano a chiamarli i 2 piloti più pazzi del mondo)
- 1974: Paolo il freddo
- 1974: Willkommen im Knast (Farfallon)
- 1977: La granduchessa e i camerieri (Fernsehfilm)
- 1981: Crema cioccolata e … paprika
- 1984: Kaos

## Nur Franchi
- 1950: Il voto
- 1956: La mia vita è tua
- 1973: Il figlioccio del padrino
- 1973: Il gatto di Brooklyn aspirante detective
- 1973: Die Knallschote der Armee (Il sergente Rompiglioni)
- 1973: Ku Fu? Dalla Sicilia con furore
- 1973: Der Spätzünder (Ultimo tango a Zagarol)
- 1974: L'eredità dello zio buonanima
- 1974: Der kleine Polizist (Piedino il questurino)
- 1975: Der Divisionstrottel (Il sergente Rompiglioni diventa… caporale)
- 1975: Il giustiziere di mezzogiorno
- 1975: Il sogno di Zorro
- 1987: Tango blu

## Nur Ingrassia
- 1972: Gewalt – die fünfte Macht im Staat (La violenza: quinto potere)
- 1973: Amarcord
- 1974: Bianchi cavalli d'agosto
- 1975: Il Cav. Costante Nicosia demoniaco, ovvero: Dracula in Brianza
- 1975: L´esorciccio ( & Regie)
- 1976: Todo modo
- 1979: Stau (L’ingorgo – una storia impossibile)
- 1988: La Bohème
- 1988: Von Räubern, Kavalieren und harmonischen Menschen (Domani accadrà)
- 1990: Die Reise des Capitan Fracassa (Il viaggio di Capitan Fracassa)
- 1990: Eine Liebesreise (Viaggio d’amore)
- 1991: Condominio
- 1994: La via del cibo
- 1995: Camerieri
- 1996: Giovani e belli
- 1996: Fatal Frames (Fotogrammi mortali)